# Paul Cameron
Pour les articles homonymes, voir Cameron.
Paul Cameron, né à Montréal le 30 mai 1958, est un directeur de la photographie canadien.

## Biographie
Il grandit à New York et est éclairagiste pour des pièces de théâtre et des concerts alors qu'il est au lycée. Il sort diplômé du Purchase College de l'université d'État de New York. Après ses études, au milieu des années 1980, il devient assistant caméraman puis directeur de la photographie pour des documentaires, des clips musicaux et des publicités. Il fait ses débuts au cinéma sur le film L'Ultime Souper (1995) puis travaille sur plusieurs films d'action. En 2005, il remporte le BAFTA Award de la meilleure photographie pour Collatéral. Il est membre de l'ASC depuis 2006.

## Filmographie
- 1995 : L'Ultime Souper, de Stacy Title
- 2000 : 60 secondes chrono, de Dominic Sena
- 2001 : Opération Espadon, de Dominic Sena
- 2002 : The Hire (Beat the Devil, court-métrage), de Tony Scott
- 2004 : Man on Fire, de Tony Scott
- 2004 : Collatéral, de Michael Mann
- 2006 : Déjà vu, de Tony Scott
- 2007 : In the Land of Women, de Jon Kasdan
- 2011 : Braquage à New York, de Malcolm Venville
- 2012 : Dos au mur, d'Asger Leth
- 2012 : Total Recall : Mémoires programmées, de Len Wiseman
- 2013 : Dead Man Down, de Niels Arden Oplev
- 2017 : Pirates des Caraïbes : La Vengeance de Salazar ((Pirates of the Caribbean: Dead Men Tell No Tales) de Joachim Rønning et Espen Sandberg
- 2018 : The Passenger (The Commuter) de Jaume Collet-Serra
- 2019 : Manhattan Lockdown (21 Bridges) de Brian Kirk